# Турнир на шампионките
Турнир на шампионките е женски тенис турнир, провеждан в края на годината за състезателки, печелили титла от категория „Международни“ през годината, но некласирали се за Шампионата на WTA Тур.
Провежда се на остров Бали, Индонезия - от 2009 до 2011 г., и в София, България – от 2012 до 2014 г.

## Регламент
Турнирът дебютира през 2009 г. в интервала между 4 и 8 ноември в Бали и става част от WTA Тур 2009. Първото издание на турнира включва 12 тенисистки, разпределени в 4 групи по 3 – тенисистката с най-добър баланс от всяка група отива на полуфинал, където има преки елиминации, а за победителките следва и финала. Наградният фонд е 600 000 щ.д., а ако тенисистка има 3 международни титли, то тя има шанс да прибави бонус от 1 000 000 евро при триумф в турнира. Форматът на второто издание е променен, като вече няма групи, а тенисистките са 8 и играят в преки елиминации. Полуфиналистките определят помежду си първо, второ, трето и четвърто място. От 2012 г. състезателките отново са разпределени в групи, но този път в 2 групи с по 4 тенисистки. За най-добрите от тях следва полуфинал и финал.
От 2015 г. надпреварата ще претърпи промени по отношение на регламента: турнирът (с новото име WTA Elite Trophy) ще включва 12 състезателки (от 9-о до 20-о място в WTA ранглистата) във формат групова фаза (4 групи с по 3 тенисистки, а след това и преки елиминации в полуфинали и финал), заедно с покана (wildcard) и 6 двойки (в 2 групи с по 3 двойки, а след това и преки елиминации в полуфинали и финал). Наградният фонд ще бъде в размер на 2 150 000 щ.д.

## Място
| Град   | Години    | Стадион                              | Настилка   | Капацитет |
| ------ | --------- | ------------------------------------ | ---------- | --------- |
| Бали   | 2009–2011 | Bali International Convention Centre | Твърда (з) | 8000      |
| София  | 2012–2014 | Арена Армеец София                   | Твърда (з) | 13 545    |
| Джухай | 2015–2019 | Doumen Stadium                       |            |           |

## Шампионки
| Място | Година | Шампионка       | Финалистка            | Резултат       |
| ----- | ------ | --------------- | --------------------- | -------------- |
| Бали  | 2009   | Араван Резаи    | Марион Бартоли        | 7–5, отказване |
| Бали  | 2010   | Ана Иванович    | Алиса Клейбанова      | 6–2, 7–6(7–5)  |
| Бали  | 2011   | Ана Иванович    | Анабел Медина Гаригес | 6–3, 6–0       |
| София | 2012   | Надя Петрова    | Каролине Возняцки     | 6–2, 6–1       |
| София | 2013   | Симона Халеп    | Саманта Стосър        | 2–6, 6–2, 6–2  |
| София | 2014   | Андреа Петкович | Флавия Пенета         | 1–6, 6–4, 6–3  |